# Base de Los Llanos
La Base d'Albacete, més coneguda com a Base de Los Llanos (codi IATA: ABC, codi OACI: LEAB), és una base aèria internacional de l'Exèrcit de l'Aire i de l'Espai espanyol que està situada 4 km al sud de la ciutat espanyola d'Albacete. Des de l'1 de juliol de 2003 comparteix pista i algunes instal·lacions amb l'Aeroport d'Albacete, operat per Aena.
És una de les instal·lacions aèries més importants d'Espanya. Depèn operativament i orgànicament del Comandament Aeri de Combat (MACOM). En ella s'hi desplega l'Ala 14, que concentra en dos esquadrons — designats 141 i 142 — els Typhoon, uns dels avions de combat més avançats del món, entre d'altres.
Al costat d'ella hi ha la Mestrança Aèria d'Albacete (MAESAL), en la qual es realitzen les revisions, reparacions i modificacions que requereixen els avions desplegats a la base com els Typhoon, els C-101 d'entrenament o els CL-215 dedicats a l'extinció d'incendis.
La base de Los Llanos és també la seu del TLP (Tactical Leadership Programme), l'escola d'excel·lència per a pilots i tripulacions considerada el Top Gun d'Europa.
A banda, molt a prop d'aquesta hi ha el Centre Nacional d'Ensinistrament de Chinchilla, amb el qual manté activitats conjuntes.

## Orígens
Els orígens de les instal·lacions es remunten a mitjans dels anys 1910, quan l'Aviació Militar Espanyola (precedent de l'Exèrcit de l'Aire) manifestà la necessitat d'un aeròdrom a mig camí entre els aeròdroms de Cuatro Vientos (Madrid) i Los Alcázares (Múrcia), seleccionant-se Albacete com a lloc idoni. L'ajuntament de la ciutat va cedir uns terrenys al sud de la mateixa al Ministeri de la Guerra per a la construcció de l'aeròdrom, entre els paratges de La Pulgosa i Los Llanos.
Inicialment va ser denominat aeròdrom de La Torrecica, sent inaugurat al setembre de 1923 amb l'arribada de dos aeroplans. A l'any següent va ser assignat com a seu per a l'Escola Civil Elemental de Pilots de la Companyia Espanyola d'Aviació, que s'encarregaria de la formació militar de pilots en avions Avro 504 i Bristol F.2 Fighter fins a la seva dissolució deguda a restriccions pressupostàries el 1932, encara que l'aeròdrom va seguir obert al trànsit civil i al militar des de 1929.

## Guerra civil i postguerra

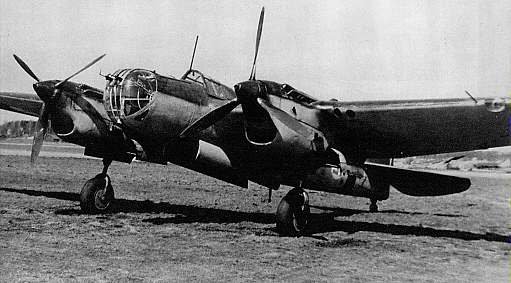
Katiuska semblant als que va fer servir l'Exèrcit de l'Aire d'Espanya a Los Llanos

Durant els primers dies de la guerra civil, l'aeròdrom va ser utilitzat pels militars revoltats, passant a mans del bàndol republicà el 26 de juliol de 1936, convertint-se en la seu de l' Estat Major de l'Aviació Militar Republicana des de novembre d'aquell mateix any, fins a abril de 1938, i de l'aviació de transport republicana fins a març de 1939, poc abans d'acabar la guerra. També fins a octubre de 1938 va ser la base de les Brigades Internacionals.
Un cop acabada la guerra l'Exèrcit de l'Aire va adquirir les instal·lacions, passant a denominar-se Aeròdrom de Los Llanos, i en ell va instal·lar el Regiment de Bombardeig núm. 13, format per 19 avions katiuskes capturats a la II República, que van ser substituïts a mitjans dels anys 1940 per Junkers 88 provinents de compres a Alemanya. En aquests anys és quan es va fundar la Mestrança Aèria d'Albacete (MAESAL), que des de llavors s'encarregaria de les revisions i tasques de manteniment de les aeronaus assignades allà i de la regió aèria del Llevant.

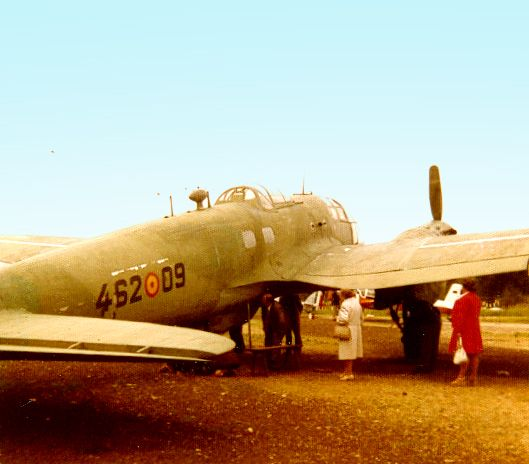
CASA 2111 de l'Exèrcit de l'Aire d'Espanya

## Anys 1950 i 1960

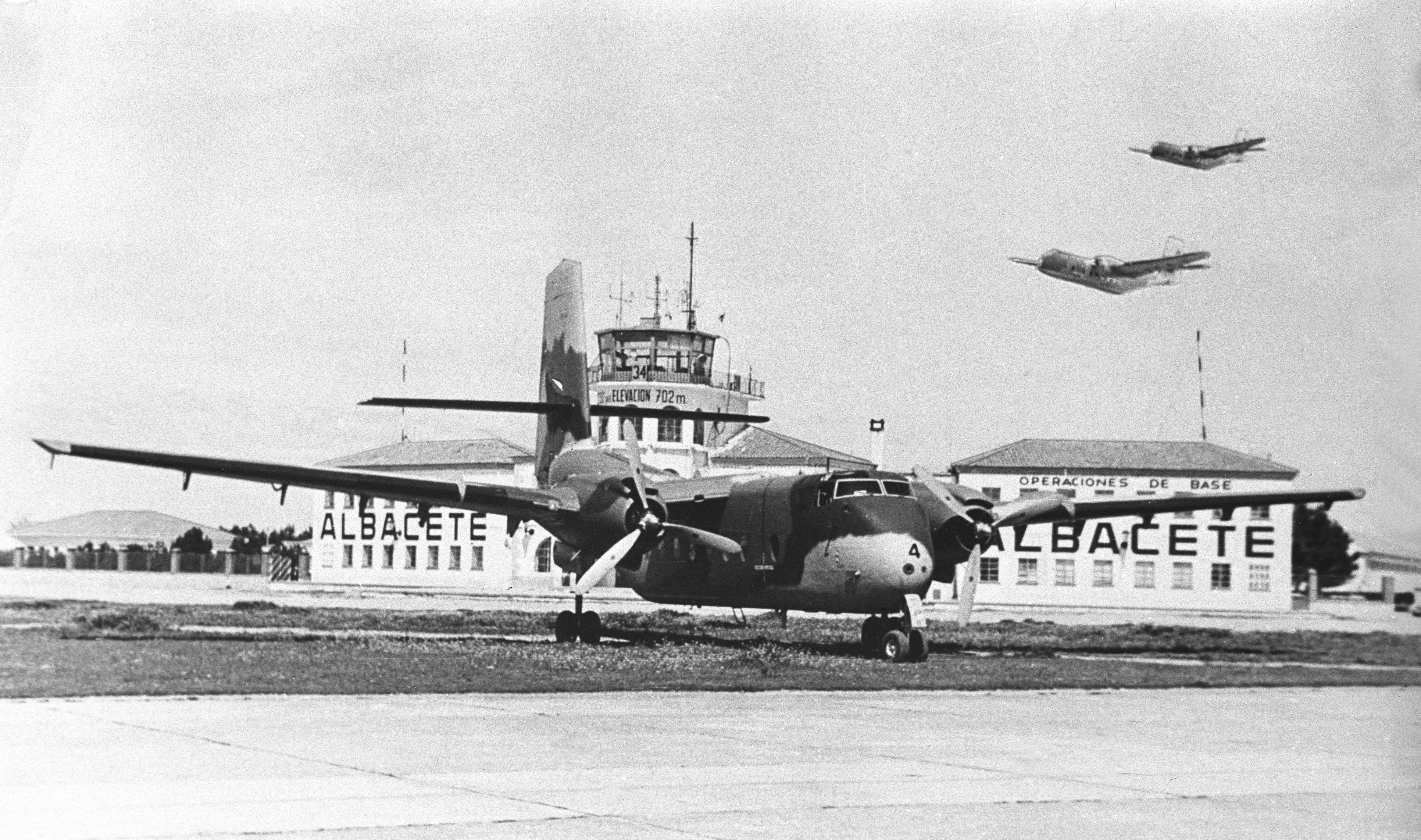
Caribou a la base de Los Llanos el 1965

L'1 de març de 1957 el Regiment de Bombardeig núm. 13 es va transformar a l'Ala 26 de bombardeig lleuger, composta per avions Heinkel 111 fabricats a Espanya per Construcciones Aeronáuticas SA (CASA) sota la denominació CASA 2111. L'Ala 26 fou substituïda l'1 d'agost de 1962 per l'Ala 37 de transport, formada per avions DC-3 i de Havilland Canada DHC-4 Caribou.
També, des del juliol de 1946, l'aeròdrom es va obrir al trànsit civil, fet que va implicar obres de millora de les instal·lacions i una ampliació de pista fins als 2.250 metres de longitud. Però a causa del poc trànsit civil i de l'increment de l'activitat militar que es va registrar en aquests anys, l'aeròdrom va tornar a ser únicament militar el 1955.

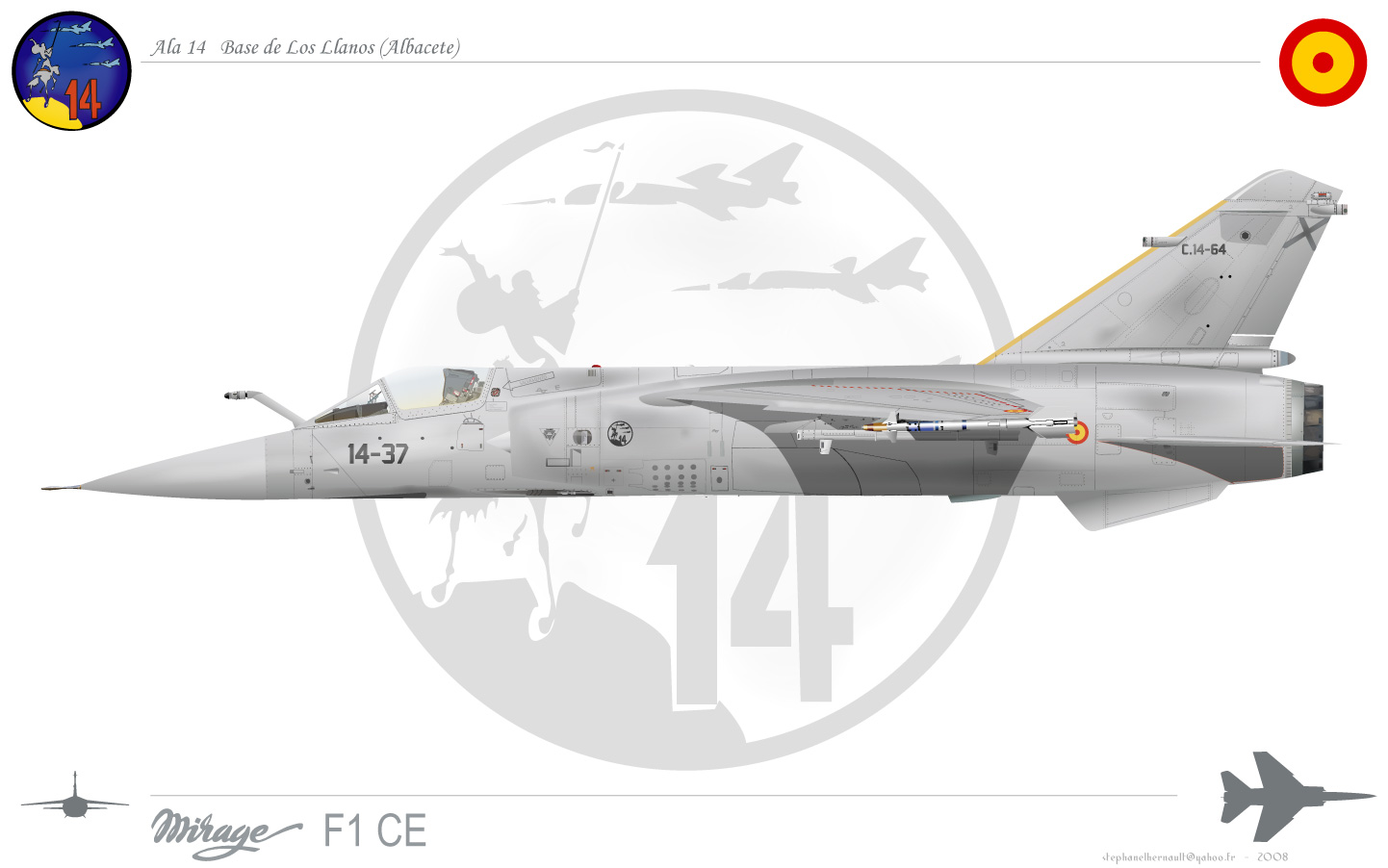
Mirage F1 de l'Ala 14 de l'Exèrcit de l'Aire d'Espanya

## Activitats

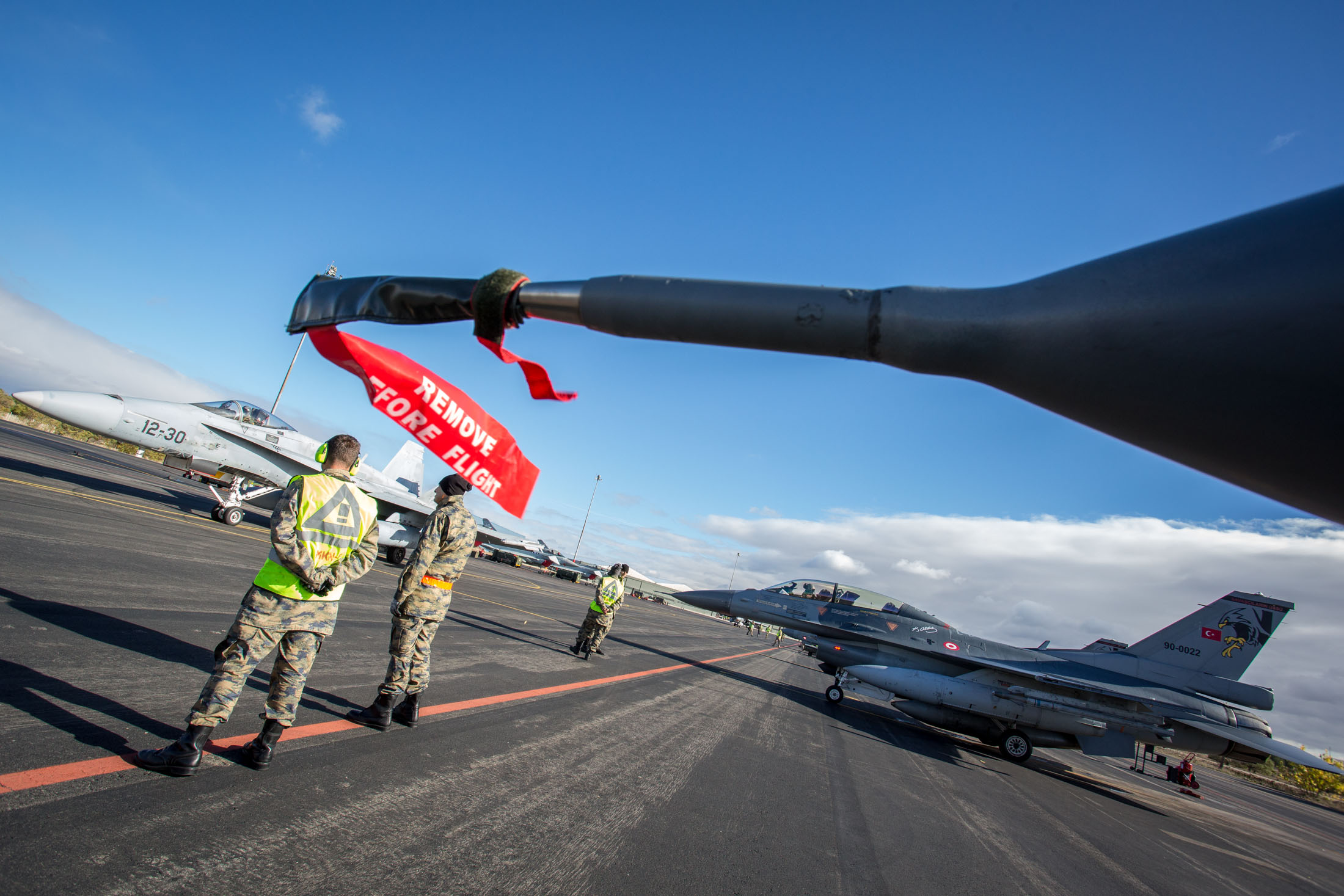
Activitat a la base de Los Llanos

Per les seves condicions geoestratègiques dins de la península Ibèrica, és una de les bases principals de defensa d'Espanya, juntament amb les bases de Morón, Torrejón, Saragossa i Gando, i manté a alerta constant les 24 hores del dia i els 7 dies de la setmana a dos caces, amb capacitat d'enlairar-se en 5 minuts si es presentés alguna eventualitat.

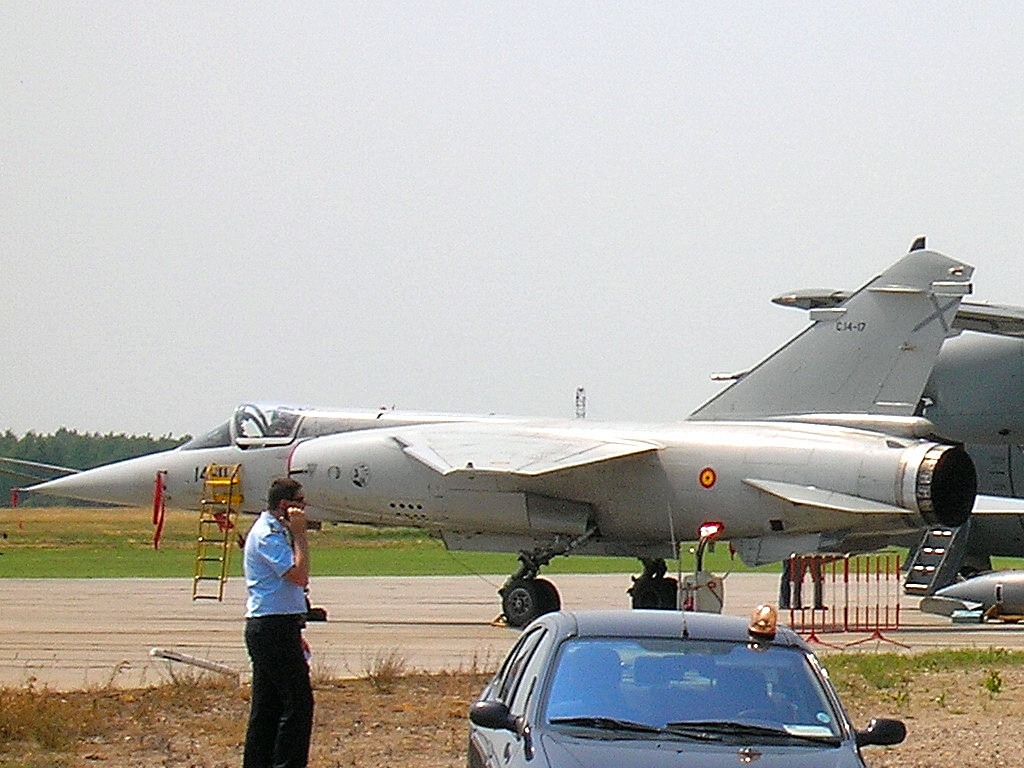
Un Mirage F1M de l'Exèrcit de l'Aire d'Espanya a l'exhibició aèria "Kilkime" a Kaunas, Lituània

### Ala 14
Al març de 1974, a causa de la seva bona posició geoestratègica dins de la península Ibèrica, permetent enfrontar qualsevol amenaça provinent del Magrib, la base aèria va passar a dedicar-se a l'aviació de combat després d'haver-se dedicat al bombardeig i al transport en anys anteriors, creant-se l'Ala 14, a la qual se li van assignar els nous Mirage F1 comprats per l'Exèrcit de l'Aire, rebent les primeres unitats el 18 de juny de 1975, per la qual cosa es va procedir a la creació del Esquadró 141, i amb la progressiva arribada de més avions, de l'Esquadró 142 l'1 d'abril de 1980.
Amb l'arribada dels nous avions, la base requerí una transformació, per la qual cosa es van crear noves instal·lacions i serveis necessaris, i la pista d'aterratge va haver de ser ampliada fins als 2.700 metres de longitud actuals.

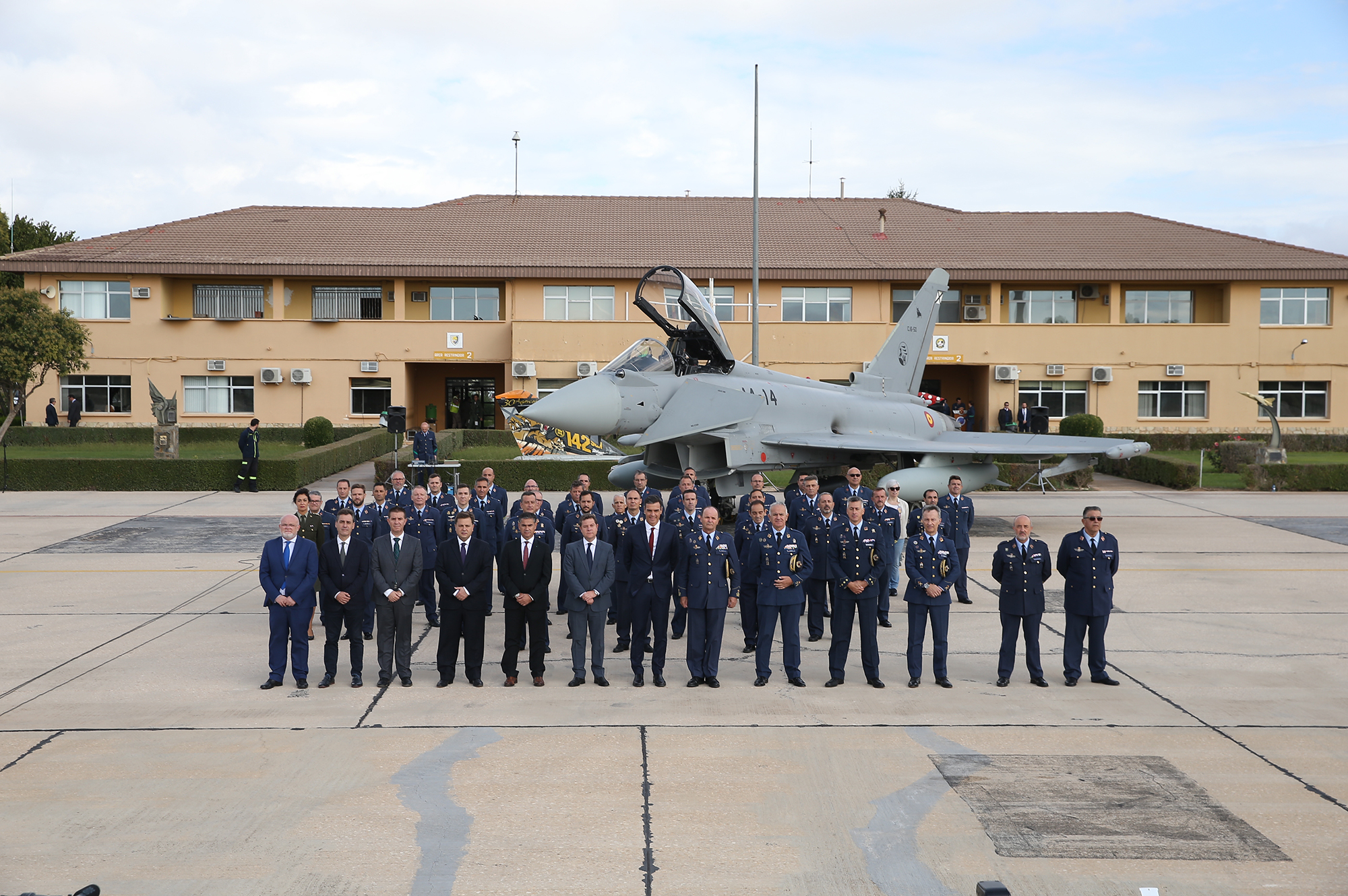
Visita del president del Govern, Pedro Sánchez, el 10 d'octubre del 2018.

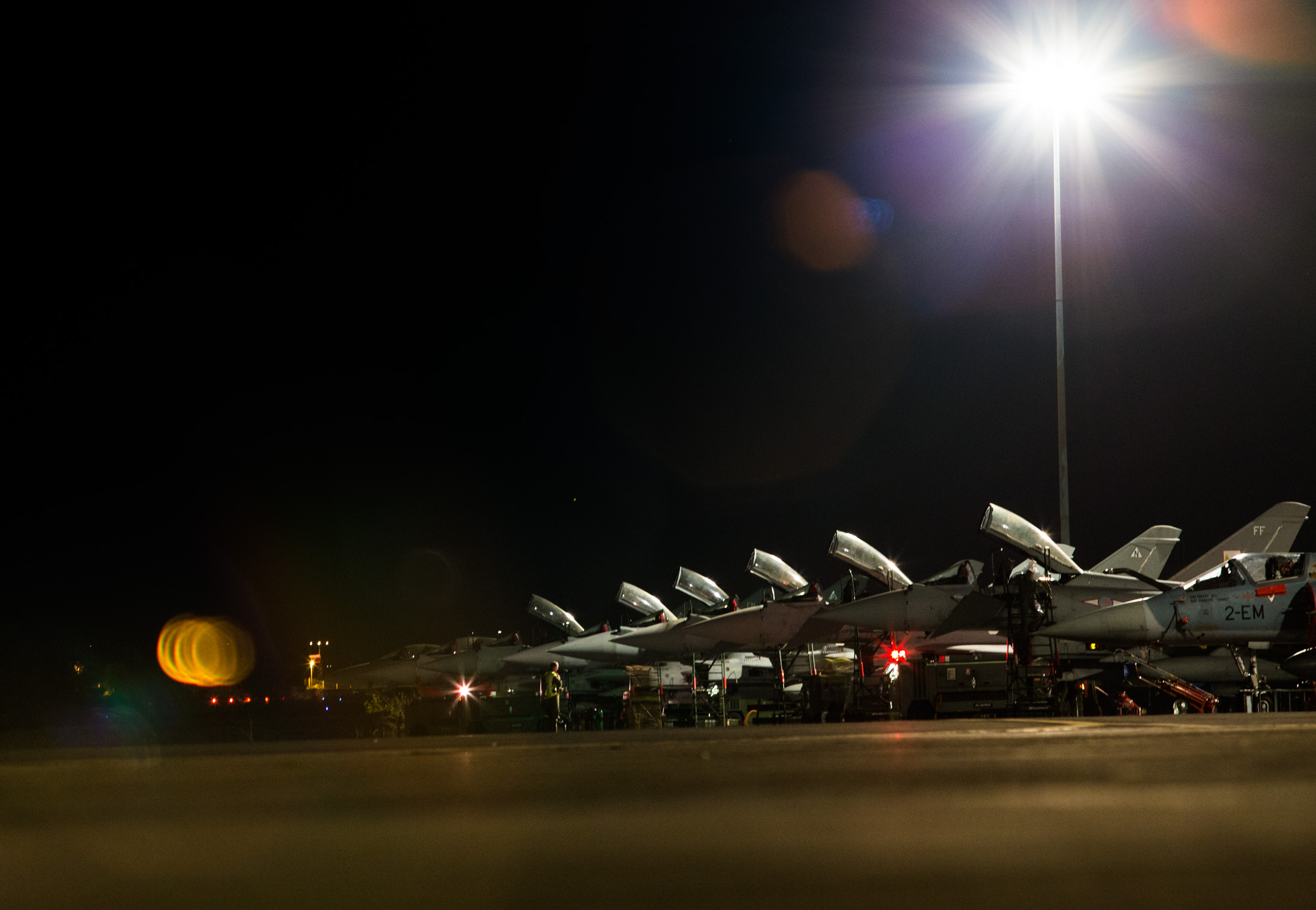
Activitat nocturna de la base de Los Llanos

Des de la seva fundació el 1974, la base de Los Llanos és la seu de l'Ala 14, el qual opera amb dos esquadrons amb missions ben diferenciades: els 141 i el 142
Ambdós esquadrons són anomenats col·loquialment «perros» (gossos) i «tigres» respectivament, com els animals que llueixen en els seus emblemes. I entre tots dos, van concentrar tots els Mirage F1 que posseeix Exèrcit de l'Aire Espanyol (46 unitats, 4 de les quals són biplaça).

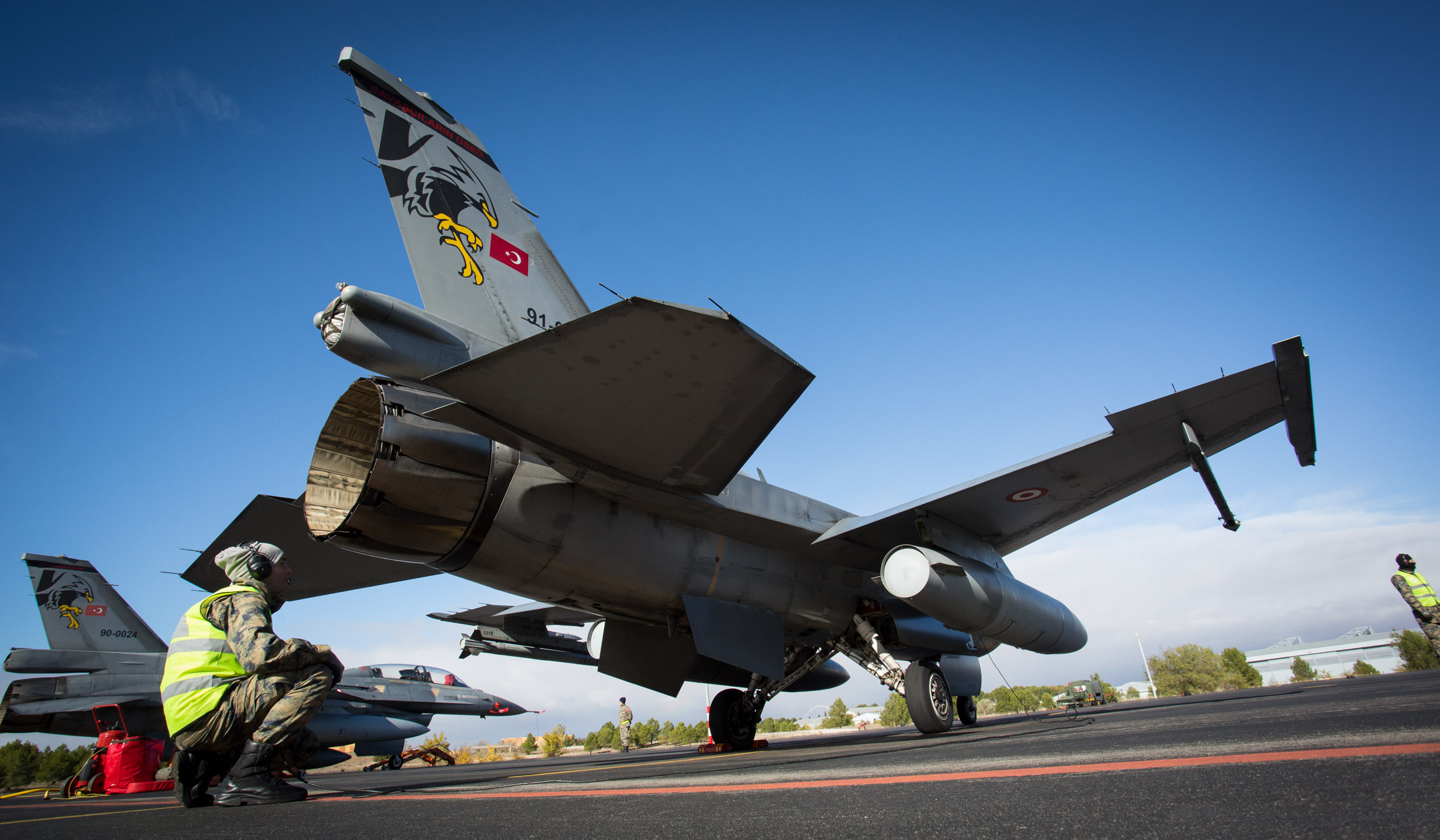
Avió turc desplegat a la base

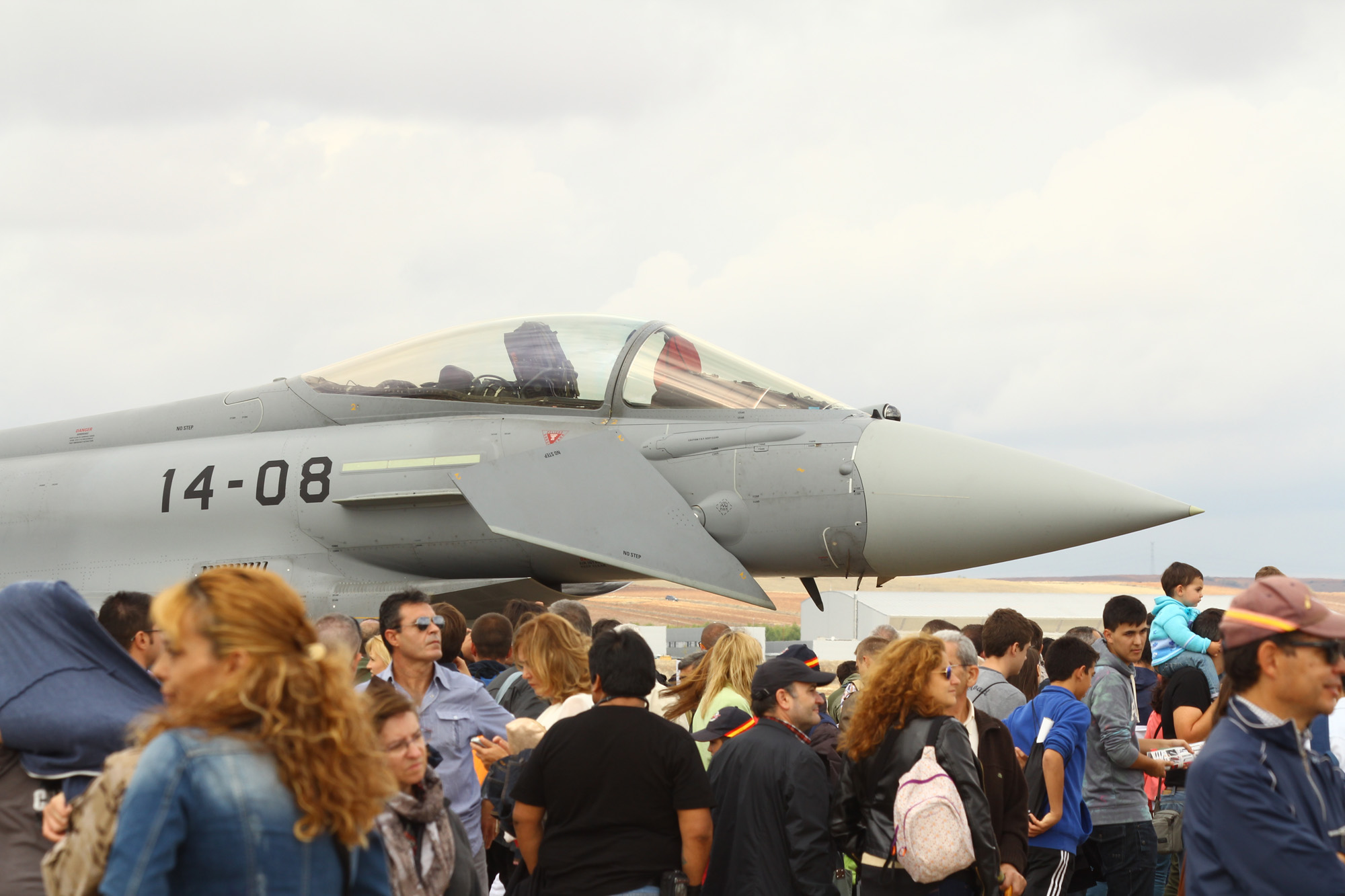
Vista d'un Eurofighter Typhoon amb seu a la base de Los Llanos.

### Mestrança Aèria d'Albacete

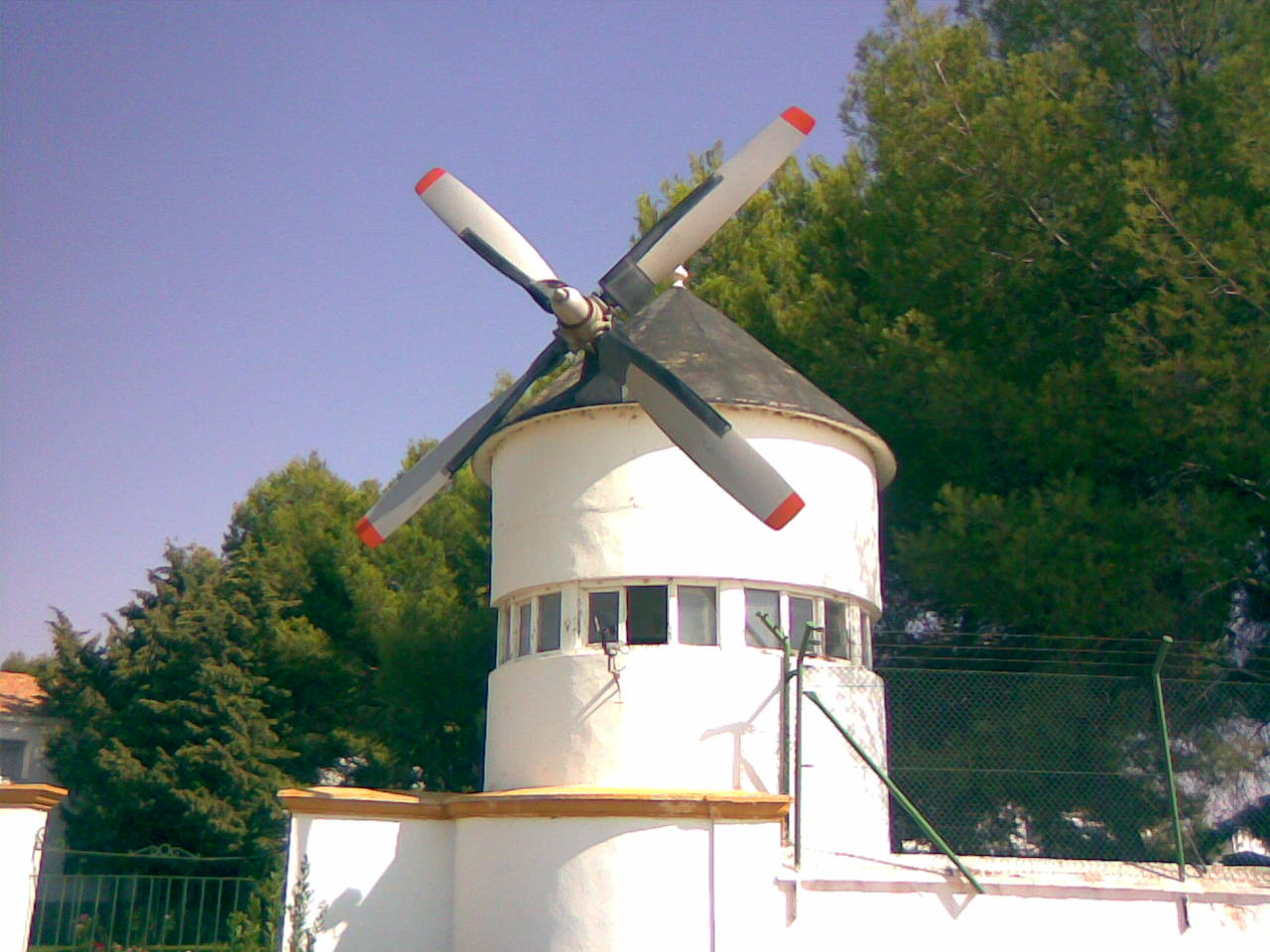
Entrada a la Mestrança Aèria d'Albacete (MAESAL) on hi ha la recreació d'un molí de vent realitzada amb l'hèlix d'un Boeing KC-97 Stratotanker

Al costat de la base s'ubica la Mestrança Aèria d'Albacete, que té com a missió el manteniment dels avions de l'Exèrcit de l'Aire. Creada el 1939 és una peça fonamental en l'estructura de l'Exèrcit de l'Aire, que en garanteix el funcionament.

### Centre Nacional d'Ensinistrament de Chinchilla

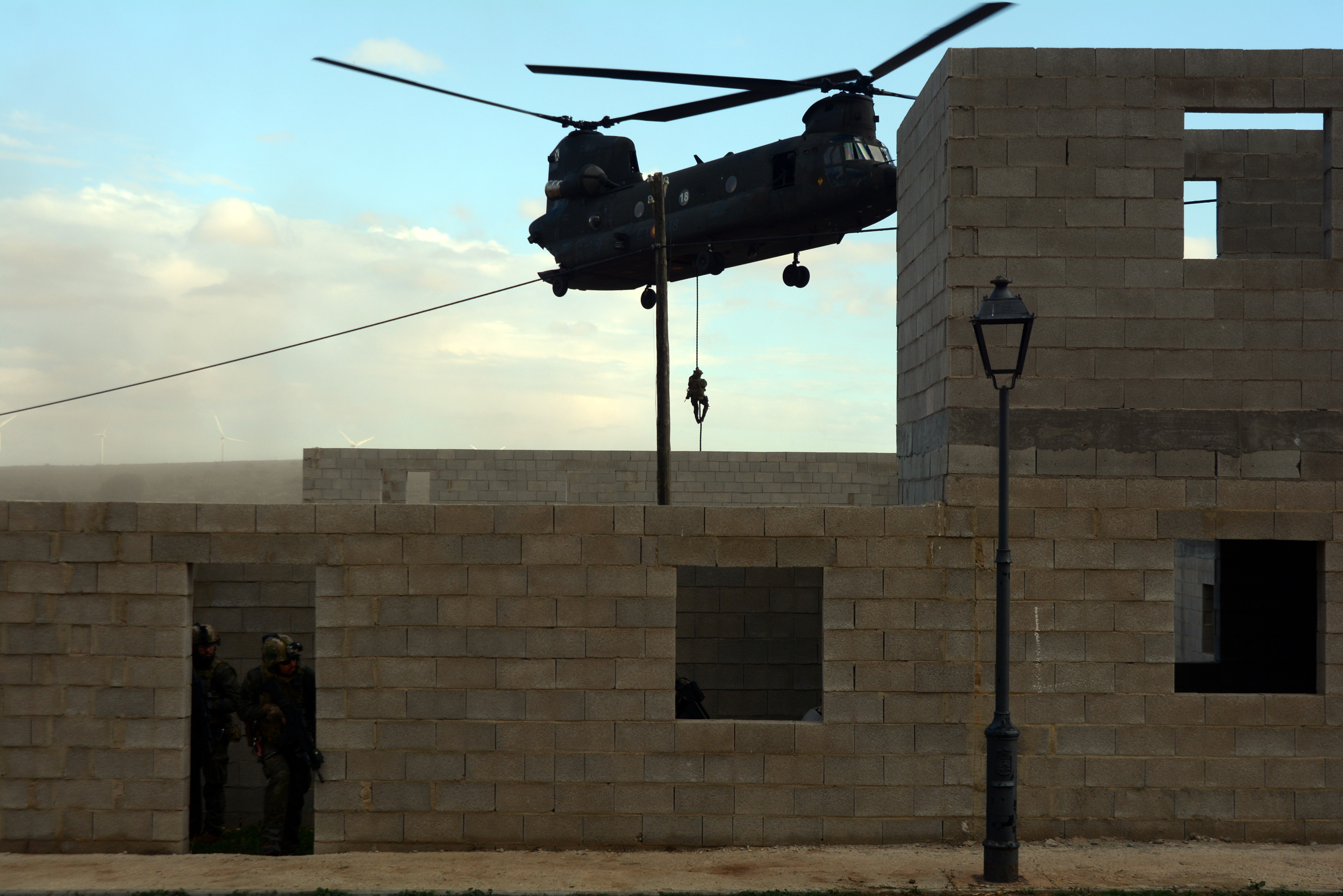
Centre Nacional d'Ensinistrament de Chinchilla

Molt a prop de la base se situa el Centre Nacional d'Ensinistrament de Chinchilla de l'Exèrcit de Terra, situat a l'est de la capital, al confrontant terme municipal de Chinchilla de Monte-Aragón, amb el qual manté activitats conjuntes. El centre, que comprèn un complex conjunt d'instal·lacions i mitjans de simulació, serveix de formació a militars dels tres exèrcits així com a personal de les Forces i Cossos de Seguretat de l'Estat. És un dels dos Centres Nacionals d'Ensinistrament d'Espanya.

### Tiger Meet
Respecte a la participació de la base de Los Llanos als Tiger Meet, l'Esquadró 142 és membre de ple dret des de 1986, data des de la qual s'han realitzat dos esdeveniments en aquesta baseː el 1992 i el 2006.
- Accident aeri de la base de Los Llanos de 2015
- El 12 d'octubre del 2017 un Typhoon de l'Ala 14 s'estavellà després de la maniobra de trencament de formació de 4 aparells prèvia a l'aterratge, després de tornar de la desfilada aèria de la festa nacional; el pilot morí.[22]